# Franklin's Gardens
Le Franklin's Gardens est un stade de rugby à XV, localisé à Northampton. Ce stade de 15 200 places accueille principalement les rencontres à domicile du club des Northampton Saints.

## Histoire
Le Franklin's Gardens est le stade des Northampton Saints depuis 1880,.